# Dáša jedla cukroví
»Dáša jedla cukroví« je skladba ter peti singl češke skupine Banjo Band. Izdan je bil leta 1976 pri založbi Panton.
| A stran | A stran                                       | A stran |
| Št.     | Naslov                                        | Dolžina |
| ------- | --------------------------------------------- | ------- |
| 1.      | „Dáša jedla cukroví‟ (Emil Synek/Ivan Mládek) | 2:14    |

| B stran | B stran                                   | B stran |
| Št.     | Naslov                                    | Dolžina |
| ------- | ----------------------------------------- | ------- |
| 1.      | „Dáša Nováková‟ (Ivan Mládek/Ivan Mládek) | 3:17    |

## Zasedba
- Ivan Mládek – vokal, banjo
- Ivo Pešák – vokal, klarinet
- Karel Lejček – klarinet
- Zdeněk Šedivý – trobenta
- Petr Fleischer – tuba
- Tomáš Procházka – bobni
- Jiří Čech – kitara
- Pavel Skála – klavir